# Вільфрід Штрік-Штрікфельдт
Вільфрід Карл Штрік-Штрікфельдт (нім. Wilfried Karl Strik-Strikfeldt, рос. Вильфрид Карлович Штрик-Штрикфельдт; 23 липня 1896, Рига — 7 вересня 1977, Оберштауфен) — російський і німецький офіцер, гауптман вермахту.

## Біографія
Балтійський німець. Навчався в Реформатській гімназії в Петербурзі, яку закінчив в 1915 році. У тому ж році вступив добровольцем в Російську імператорську армію, отримав офіцерське звання. Учасник Першої світової війни. У 1918-20 роках брав участь у громадянській війні на боці білих в Прибалтиці і під Петроградом. Потім протягом чотирьох років працював за мандатом Міжнародного Червоного Хреста і служби Нансена з надання допомоги голодуючим.
У 1924—1939 роках жив у Ризі, де працював представником німецьких і англійських підприємств. В кінці 1939 року разом з іншими балтійськими німцями згідно пакту Молотова — Ріббентропа був «репатрійований» в Позен.
У 1941—1945 роках був перекладачем і офіцером німецької армії, в тому числі начальником Дабендорфської школи РОА. Найближчий соратник і друг генерала Андрія Власова.

## Нагороди
- Хрест Воєнних заслуг 2-го класу[1]
- Медаль «За зимову кампанію на Сході 1941/42»[1]
- Відзнака для східних народів 2-го класу в сріблі[1]